# 7668 Мізунотакао
7668 Мізунотакао (7668 Mizunotakao) — астероїд головного поясу, відкритий 31 січня 1995 року.
Тіссеранів параметр щодо Юпітера — 3,521.